# Antonij Jariemczuk
Antonij Prokofiewicz Jariemczuk, ros. Антоний Прокофьевич Яремчук (ur. 16 kwietnia 1896 r. w Ostrowie, zm. 14 marca 1985 r. w Madrycie) – rosyjski wojskowy (sztabskapitan), emigracyjny działacz wojskowy, oficer rosyjskiego oddziału wojskowego armii gen. Francisco Franco podczas wojny domowej w Hiszpanii w latach 1936-1939, a następnie oficer armii włoskiej podczas II wojny światowej.
W 1916 r. ukończył nikołajewską szkołę wojskową w Kijowie. Brał udział w I wojnie światowej. Służył w 184 Ostrowskim Pułku Piechoty, a następnie 321 Okskim Pułku Piechoty. W 1918 r. wstąpił do nowo formowanych wojsk Białych gen. Antona I. Denikina. Był młodszym oficerem w Korniłowskim Pułku Uderzeniowym. Doszedł do stopnia sztabskapitana. W połowie listopada 1920 r. wraz z wojskami Białych został ewakuowany z Krymu do Gallipoli. Na emigracji zamieszkał w Bułgarii. Następnie przeniósł się do Francji. W 1932 r. stanął na czele oddziału Rosyjskiego Związku Ogólnowojskowego (ROWS) w Clermont-Ferrand. Po wybuchu wojny domowej w Hiszpanii w 1936 r., jako jeden z pierwszych białych Rosjan wstąpił do wojsk gen. Francisco Franco. Służył w ochotniczym rosyjskim oddziale wojskowym w składzie batalionu Tercio „Donna Maria de Molina”. Był kilkakrotnie odznaczany. Doszedł do stopnia kapitana. Podczas II wojny światowej wstąpił do armii włoskiej. Służył jako tłumacz w sztabie Włoskiego Korpusu Ekspedycyjnego w Rosji na froncie wschodnim. Po wyjściu Włoch z wojny w 1943 r., powrócił do Hiszpanii, gdzie prowadził audycje radiowe po rosyjsku.